# Zündapp Sport Combinette
Die Zündapp Sport Combinette (Baureihen 510, 515, 517) war ein Kleinkraftrad der Zündapp-Werke in München, das von 1961 bis 1967 gebaut wurde.

## Technik
Die Zündapp Sport Combinette (Baureihe 515) löste als zweisitziges Mokick die Baureihe 510 ab um letztlich 1967 vom Typ 517 abgelöst zu werden, der dann 1968 in C 50 Sport umbenannt wurde. Diese Fahrzeuge hatten den damals bei Zündapp üblichen Rohrrahmen mit gegossenem Leichtmetallheck. Anders als die Baureihe 510 mit Kurzschwinge hatte das Modell 515 eine Teleskopgabel als Vorderradaufhängung. Die 21-Zoll-Reifen wurden in der üblichen Dimension 2.75 ausgeliefert.
Als besonderes Merkmal hatten die 510 Modelle eine Hinterradschwinge mit vier Federbeinen, wobei zwei für Soziusbetrieb zugeschaltet werden konnten. 1962 entfiel die Schaltbarkeit und die Federung wurde von je einer Federstrebe rechts und links übernommen, dazu kamen dann noch zusätzlich zwei Stoßdämpfer, womit die Optik der vier Federbeine erhalten blieb, allerdings technisch völlig verändert war, insbesondere wies die Schwinge jetzt vier Befestigungspunkte statt zwei für die Federungselemente auf. Diese Konstellation wurde noch bei den frühen 515 verwendet um dann auf einzelne Federbeine (Feder und Dämpfer kombiniert) umzustellen wie sie dann bei 517 von Beginn an verwendet wurden. Dieser letzte Typ verfügt dann über den neuen, tieferen Rahmen, geändert wurde vornehmlich noch der Hauptständer inkl. der Aufnahme, die Konstruktion der Fahrerfußrasten und der Kettenschutz (komplett abnehmbar)
Als Motor wurde bei der Sport Combinette der robuste fahrtwind- oder gebläsegekühlte Einzylinder-Zweitaktmotor mit 39 mm Bohrung und 41,8 mm Hub aus der Baureihe 510 verwendet, der von einem 16 mm Bing-Vergaser mit Zweitaktmischung (1:25) versorgt wurde. Über ein 3-Gang-Ziehkeilgetriebe wurde die Kraft mittels Kette an das Hinterrad weitergegeben. Die Trommelbremsen (vorne seilzugbetätigt, hinten über Gestänge) hatten einen Durchmesser von 120 mm. Die Höchstgeschwindigkeit von 40 km/h war an die zum 1. August 1960 neu entstandene Führerscheinklasse 5 („Mokick“, ohne Tretkurbeln, dafür mit Kickstarter) angepasst.

## Bekanntheit
Besondere Bekanntheit erreichte die für den Preis von 1.177.-DM (durchschnittlicher Monatslohn 1964: 418.- DM) erhältliche Sport Combinette durch den millionsten Gastarbeiter in Deutschland, Armando Rodrigues de Sá, der dieses Modell im September 1964 bei seiner Ankunft im Bahnhof Köln-Deutz als Geschenk erhielt. Das Original ist heute im Haus der Geschichte zu besichtigen.